# 泰雷兹阿莱尼亚宇航公司
泰雷兹阿莱尼亚宇航公司（Thales Alenia Space）是泰雷兹集团购买了阿尔卡特公司参与的两个合资公司后组成的一个公司，这两个合资公司分别是阿尔卡特与芬梅卡尼卡和与空间电信公司组成的公司中的股份后成立的。

## 历史
2005年6月1日阿尔卡特和阿莱尼亚宇航公司合并，阿尔卡特拥有该公司67%的股份，芬梅卡尼卡拥有33%。它是欧洲最大的卫星制造商，为国际空间站建造科学组件，尤其是多用途后勤组件和哥倫布實驗艙。
与此同时空间电信公司也成立，这个公司也是芬梅卡尼卡和阿尔卡特合作的公司。
2006年4月5日阿尔卡特把阿尔卡特阿莱尼亚宇航公司的股份以及对空间电信公司的股份（33%）卖给泰雷兹集团。
2007年4月10日欧洲联盟批准了这项转售。

## 公司地点
2007年泰雷兹阿莱尼亚宇航公司在法国、意大利、西班牙、比利时和美国五个国家的13个工业地点拥有7200名员工。
- 法国戛纳，总部
- 意大利拉奎拉
- 法国科龙贝
- 意大利佛罗伦萨
- 意大利米兰
- 意大利罗马市
- 意大利都靈
- 法國圖盧茲
- 比利时安特卫普
- 比利时沙勒罗瓦
- 西班牙马德里
- 美国加利福尼亚庫比蒂諾

## 行政總裁
目前的行政總裁是，他自2008年6月起取代。